# 1989年メキシコグランプリ
1989年メキシコグランプリは、1989年F1世界選手権の第4戦として、1989年5月28日にエルマノス・ロドリゲス・サーキットで開催された。

## 概要
サンマリノGPでのクラッシュにより前戦モナコGPを欠場したゲルハルト・ベルガーがこのレースで復帰した。
ミナルディチームは、このレースで新車M189を投入した。

### 予選
コースには多くのバンプがあり、最終の高速コーナーにも大きなバンプがあった。プラクティス、予選を通じてジョナサン・パーマー、デレック・ワーウィック、アンドレア・デ・チェザリス、マーティン・ブランドルが最終コーナーでスピンし、それ以外のコーナーでも多くのマシンがコースアウトを喫した。
このレースも予選はマクラーレンが圧倒的に速く、アイルトン・セナが開幕から4戦連続となるポールポジションを獲得し、2番手にアラン・プロストが続いた。マクラーレンは3戦連続でフロントローを独占した。
このレースでは、ステファン・ヨハンソンが決勝まで進出し、オニクスチームにとって初の予備予選通過と決勝進出を果たした。

### 決勝
決勝のスタートが切られると、セナは先頭を維持したがプロストはナイジェル・マンセルの先行を許した。しかし、オープニングラップの第1コーナーで中嶋悟とアンドレア・デ・チェザリスが、最終コーナーでステファノ・モデナ、アレックス・カフィがコースアウトすると、レースは中断された。
オープニングラップでの出来事によるレース中断だったため、スタート手順は完全にやり直しとなった。再スタートではセナの背後にプロストがつけてレースが展開された。
セナは左側にハード、右側にソフトのタイヤを選択し、これが当たった。プロストは4輪ともソフトを履いたが、左側のタイヤにブリスターが発生し、数周でセナから遅れを取り始めた。
プロストはタイヤ交換でセナと同様にアウト側にハードを履くことを希望したが、チームのミスにより再度4輪ともソフトタイヤが装着された。以後、プロストはペースを上げることができず、更なるタイヤ交換も余儀なくされ後退した。
セナの後ろにはナイジェル・マンセル、リカルド・パトレーゼ、ミケーレ・アルボレート、アレッサンドロ・ナニーニが続いた。マンセルがリタイヤすると、パトレーゼが2位、アルボレートが3位となり、そのままゴールまで走りきった。アルボレートの3位は、ティレルとアルボレートにとってこのシーズン初の表彰台となった。

## 結果

### 予選結果
| 順位 | No | ドライバー                 | コンストラクタ         | 1回目    | 2回目    |
| ---- | -- | -------------------------- | ---------------------- | -------- | -------- |
| 1    | 1  | アイルトン・セナ           | マクラーレン・ホンダ   | 1'19.112 | 1'17.876 |
| 2    | 2  | アラン・プロスト           | マクラーレン・ホンダ   | 1'20.401 | 1'18.773 |
| 3    | 27 | ナイジェル・マンセル       | フェラーリ             | 1'21.170 | 1'19.137 |
| 4    | 16 | イヴァン・カペリ           | マーチ・ジャッド       | 1'24.720 | 1'19.337 |
| 5    | 6  | リカルド・パトレーゼ       | ウィリアムズ・ルノー   | 1'21.763 | 1'19.656 |
| 6    | 28 | ゲルハルト・ベルガー       | フェラーリ             | 1'21.564 | 1'19.835 |
| 7    | 4  | ミケーレ・アルボレート     | ティレル・フォード     | 1'22.150 | 1'20.066 |
| 8    | 5  | ティエリー・ブーツェン     | ウィリアムズ・ルノー   | 1'21.456 | 1'20.234 |
| 9    | 8  | ステファノ・モデナ         | ブラバム・ジャッド     | 1'22.640 | 1'20.505 |
| 10   | 9  | デレック・ワーウィック     | アロウズ・フォード     | 1'23.245 | 1'20.601 |
| 11   | 26 | オリビエ・グルイヤール     | リジェ・フォード       | 1'23.053 | 1'20.859 |
| 12   | 22 | アンドレア・デ・チェザリス | ダラーラ・フォード     | 1'23.066 | 1'20.873 |
| 13   | 19 | アレッサンドロ・ナニーニ   | ベネトン・フォード     | 1'21.791 | 1'20.888 |
| 14   | 3  | ジョナサン・パーマー       | ティレル・フォード     | 1'21.561 | 1'20.888 |
| 15   | 12 | 中嶋悟                     | ロータス・ジャッド     | 1'22.438 | 1'20.943 |
| 16   | 30 | フィリップ・アリオー       | ローラ・ランボルギーニ | 1'22.014 | 1'21.031 |
| 17   | 40 | ガブリエル・タルキーニ     | AGS・フォード          | 1'23.004 | 1'21.031 |
| 18   | 20 | ジョニー・ハーバート       | ベネトン・フォード     | 1'22.553 | 1'21.105 |
| 19   | 21 | アレックス・カフィ         | ダラーラ・フォード     | 1'22.705 | 1'21.139 |
| 20   | 7  | マーティン・ブランドル     | ブラバム・ジャッド     | 1'23.375 | 1'21.217 |
| 21   | 36 | ステファン・ヨハンソン     | オニクス・フォード     | 1'23.746 | 1'21.358 |
| 22   | 23 | ピエルルイジ・マルティニ   | ミナルディ・フォード   | 1'24.181 | 1'21.471 |
| 23   | 38 | クリスチャン・ダナー       | リアル・フォード       | 1'22.931 | 1'21.696 |
| 24   | 10 | エディ・チーバー           | アロウズ・フォード     | 1'23.427 | 1'21.716 |
| 25   | 25 | ルネ・アルヌー             | リジェ・フォード       | 1'24.890 | 1'21.830 |
| 26   | 11 | ネルソン・ピケ             | ロータス・ジャッド     | 1'23.090 | 1'21.831 |
| DNQ  | 24 | ルイス・ペレス＝サラ       | ミナルディ・フォード   | 1'26.567 | 1'21.935 |
| DNQ  | 15 | マウリシオ・グージェルミン | マーチ・ジャッド       | 1'22.712 | 1'22.081 |
| DNQ  | 29 | ヤニック・ダルマス         | ローラ・ランボルギーニ | 1'25.651 | 9'27.789 |
| DNQ  | 31 | ロベルト・モレノ           | コローニ・フォード     | -        | 3'34.095 |

### 決勝結果
| 順位     | No | ドライバー                 | マシン                 | 周回 | タイム/リタイヤ    | グリッド | ポイント |
| -------- | -- | -------------------------- | ---------------------- | ---- | ------------------ | -------- | -------- |
| 1        | 1  | アイルトン・セナ           | マクラーレン・ホンダ   | 69   | 1:35'21.431        | 1        | 9        |
| 2        | 6  | リカルド・パトレーゼ       | ウィリアムズ・ルノー   | 69   | +15.560            | 5        | 6        |
| 3        | 4  | ミケーレ・アルボレート     | ティレル・フォード     | 69   | +31.254            | 7        | 4        |
| 4        | 19 | アレッサンドロ・ナニーニ   | ベネトン・フォード     | 69   | +45.495            | 13       | 3        |
| 5        | 2  | アラン・プロスト           | マクラーレン・ホンダ   | 69   | +56.113            | 2        | 2        |
| 6        | 40 | ガブリエル・タルキーニ     | AGS・フォード          | 68   | +1 Lap             | 17       | 1        |
| 7        | 10 | エディ・チーバー           | アロウズ・フォード     | 68   | +1 Lap             | 24       |          |
| 8        | 26 | オリビエ・グルイヤール     | リジェ・フォード       | 68   | +1 Lap             | 11       |          |
| 9        | 7  | マーティン・ブランドル     | ブラバム・ジャッド     | 68   | +1 Lap             | 20       |          |
| 10       | 8  | ステファノ・モデナ         | ブラバム・ジャッド     | 68   | +1 Lap             | 9        |          |
| 11       | 11 | ネルソン・ピケ             | ロータス・ジャッド     | 68   | +1 Lap             | 26       |          |
| 12       | 38 | クリスチャン・ダナー       | リアル・フォード       | 67   | +2 Laps            | 23       |          |
| 13       | 21 | アレックス・カフィ         | ダラーラ・フォード     | 67   | +2 Laps            | 19       |          |
| 14       | 25 | ルネ・アルヌー             | リジェ・フォード       | 66   | +3 Laps            | 25       |          |
| 15       | 20 | ジョニー・ハーバート       | ベネトン・フォード     | 66   | +3 Laps            | 18       |          |
| リタイヤ | 23 | ピエルルイジ・マルティニ   | ミナルディ・フォード   | 53   | エンジン           | 22       |          |
| リタイヤ | 27 | ナイジェル・マンセル       | フェラーリ             | 43   | ギアボックス       | 3        |          |
| リタイヤ | 9  | デレック・ワーウィック     | アロウズ・フォード     | 35   | 電気系             | 10       |          |
| リタイヤ | 12 | 中嶋悟                     | ロータス・ジャッド     | 35   | スピン             | 15       |          |
| NC       | 30 | フィリップ・アリオー       | ローラ・ランボルギーニ | 28   | 規定周回数不足     | 16       |          |
| リタイヤ | 22 | アンドレア・デ・チェザリス | ダラーラ・フォード     | 20   | サスペンション     | 12       |          |
| リタイヤ | 28 | ゲルハルト・ベルガー       | フェラーリ             | 16   | ギアボックス       | 6        |          |
| リタイヤ | 36 | ステファン・ヨハンソン     | オニクス・フォード     | 16   | トランスミッション | 21       |          |
| リタイヤ | 5  | ティエリー・ブーツェン     | ウィリアムズ・ルノー   | 15   | 電気系             | 8        |          |
| リタイヤ | 3  | ジョナサン・パーマー       | ティレル・フォード     | 9    | スロットル         | 14       |          |
| リタイヤ | 16 | イヴァン・カペリ           | マーチ・ジャッド       | 1    | トランスミッション | 4        |          |

- 特に断りのない限り、予選順位はF1グランプリ年鑑[1]、決勝順位は公式サイト[2]より。
- 現在、公式サイトのリザルトにパーマーの結果が記載されていないため、パーマーの決勝結果はF1グランプリ年鑑[3]より。

## 記録
- 初&最終ポイント獲得:ガブリエル・タルキーニ